# 1920 en football
Cet article présente les faits marquants de l'année 1920 en football.

## Janvier
- 18 janvier : à Milan, l'équipe d'Italie s'impose 9-4 face à l'équipe de France.

## Février
- 14 février : à Belfast, l'équipe du pays de Galles et l'équipe d'Irlande font match nul 2-2.
- 17 février : à Bruxelles, l'équipe de Belgique s'impose 3-1 face à l'équipe d'Angleterre (amateurs).
- 26 février : à Cardiff, l'équipe du pays de Galles et l'équipe d'Écosse font match nul 1-1.
- 29 février : à Genève, l'équipe de France s'impose 2-0 face à l'équipe de Suisse.

## Mars
- 13 mars : à Glasgow, l'équipe d'Écosse s'impose 3-0 face à l'équipe d'Irlande.
- 15 mars : à Londres (Highbury), l'équipe du pays de Galles s'impose 2-1 face à l'équipe d'Angleterre.
- 20 mars : match inter-ligues à Glasgow opposant une sélection du championnat d'Angleterre à une sélection du championnat d'Écosse. Les Anglais s'imposent 0-4 devant 83 000 spectateurs.
- 28 mars : à Paris, au Parc des Princes, l'équipe de France s'impose 2-1 face à l'équipe de Belgique.
- 28 mars : à Berne, l'équipe de Suisse s'impose 3-0 face à l'équipe d'Italie.

## Avril
- 5 avril : à Rouen, l'équipe d'Angleterre (amateurs) s'impose 5-0 face à l'équipe de France.
- 10 avril : à Sheffield, l'équipe d'Angleterre s'impose 5-4 face à l'équipe d'Écosse.
- West Bromwich Albion champion d'Angleterre.
- 21 avril : à Wrexham, Cardiff City FC remporte la Coupe du pays de Galles en s'imposant en finale 2-1 face à Wrexham AFC.
- 24 avril : Aston Villa remporte la Coupe d’Angleterre face à Huddersfield Town FC, 1-0
- Rangers champion d'Écosse.
- Belfast Celtic FC est champion d'Irlande.
- Kilmarnock FC remporte la Coupe d’Écosse face à Albion Rovers FC, 3-2[1].

## Mai
- 2 mai : FC Barcelone remporte la Coupe d’Espagne face à l'Athletic Bilbao, 2-0.
- 2 mai : à Vienne, l'équipe d'Autriche et l'équipe de Hongrie font match nul 2-2.
- 9 mai : le CA Paris remporte la Coupe de France en s'imposant en finale face au Havre AC, 2-1. Le match a lieu au stade Bergeyre (Paris).
- 9 mai : à Saint Louis, Missouri, Ben Millers FC St.Louis remporte la coupe nationale américaine (National Challenge Cup) en s'imposant 2-1 en finale face au Fore River FC Quincy devant 12 000 spectateurs.
- 13 mai : à Gênes, l'équipe d'Italie et l'équipe des Pays-Bas font match nul 1-1.
- 15 mai : à Londres (White Hart Lane), West Bromwich Albion FC remporte le Charity-Shield en s'imposant 2-0 face à Tottenham Hotspur FC.
- 23 mai : BSC Young Boys remporte le Championnat de Suisse.
- FC Bruges champion de Belgique.
- Le CS Fola Esch est champion du Luxembourg.
- 30 mai : à Stockholm, l'équipe de Suède s'impose 4-0 face à l'équipe de Finlande.

## Juin
- 6 juin : à Copenhague, le BK 1903 Copenhague remporte le championnat du Danemark en s'imposant 1-0 en finale nationale face au BK 1901 Nykobing.
- 13 juin : 1.FC Nuremberg champion d'Allemagne.
- 20 juin : Inter Milan champion d'Italie.
- 27 juin : Vikingur est champion d'Islande.
- 27 juin : à Zurich, l'équipe de Suisse s'impose 4-1 face à l'équipe d'Allemagne.
- L'Espana FC est champion du Mexique.
- SKZ Moscou est champion de Moscou.
- Le FC Kolomjagi s'impose 9-2 en finale de la Coupe de Petrograd face au Mercur Petrograd.

## Juillet
- 18 juillet : à Montevideo, l'équipe d'Uruguay s'impose 2-0 face à l'équipe d'Argentine.
- 25 juillet : à Buenos Aires, l'équipe d'Uruguay s'impose 3-1 face à l'équipe d'Argentine.

## Août
- 8 août : à Montevideo, l'équipe d'Argentine s'impose 1-0 sur l'équipe d'Uruguay.
- 28 août, tournoi olympique d'Anvers, huitièmes de finale :
  - L'équipe d'Italie s'impose 2-1 face à l'équipe d'Égypte.
  - L'équipe de Tchécoslovaquie s'impose 7-0 face à l'équipe de Yougoslavie.
  - L'équipe de Norvège s'impose 3-1 face à l'équipe de Grande-Bretagne.
  - L'équipe des Pays-Bas s'impose 3-0 face à l'équipe du Luxembourg.
  - L'équipe de Suède s'impose 9-0 face à l'équipe de Grèce.
  - L'équipe d'Espagne s'impose 1-0 face à l'équipe du Danemark.
- 29 août, tournoi olympique d'Anvers, quarts de finale :
  - L'équipe de France s'impose 3-1 face à l'équipe d'Italie.
  - L'équipe de Tchécoslovaquie s'impose 4-0 face à l'équipe de Norvège.
  - L'équipe des Pays-Bas s'impose 5-4 face à l'équipe de Suède.
  - L'équipe de Belgique s'impose 3-1 face à l'équipe d'Espagne.
- 31 août, Anvers, demi-finales du tournoi olympique :
  - L'équipe de Tchécoslovaquie s'impose 4-1 face à l'équipe de France.
  - L'équipe de Belgique s'impose 3-0 face à l'équipe des Pays-Bas.

## Septembre
- 2 septembre : à Anvers, l'équipe de Belgique remporte le tournoi olympique en s'imposant 2-0 face l'équipe de Tchécoslovaquie, les Tchécoslovaques abandonnant le match avant la mi-temps en raison d'un arbitrage très défavorable. La Tchécoslovaquie est disqualifiée.
- 2 septembre : à Anvers, l'équipe d'Espagne gagne le tournoi de repêchage en s'imposant 2-0 face à l'équipe d'Italie et est en route vers la médaille olympique.
- 4 septembre : à Hamilton, Hamilton Westinghouse et Winnipeg Britannias font match nul 0-0 en finale aller de la coupe nationale canadienne (Connaught Cup).
- 5 septembre : à Anvers, en finale pour l'attribution des médailles d'argent et de bronze du tournoi olympique, l'équipe d'Espagne s'impose 3-1 face à l'équipe des Pays-Bas.
- 6 septembre : à Toronto, Hamilton Westinghouse remporte la coupe nationale canadienne (Connaught Cup) en s'imposant en finale 2-1 aux Winnipeg Britannias.
- 11 septembre : ouverture de la 4e édition de la Copa América.
- 12 septembre : à Petrograd, la sélection de Petrograd s'impose 3-2 face à la sélection de Moscou.
- 19 septembre : à Helsinki, l'équipe de Finlande s'impose 1-0 face à l'équipe de Suède.
- 26 septembre : à Vienne, l'équipe d'Autriche s'impose 3-2 face à l'équipe d'Allemagne.
- 26 septembre : à Helsinki, l'équipe de Finlande et l'équipe de Norvège font match nul 0-0.

## Octobre
- 3 octobre : l'équipe d'Uruguay remporte la Copa América.
- 4 octobre :  création du Club africain, club de football tunisien.
- 10 octobre : à Stockholm, l'équipe du Danemark s'impose 2-0 face à l'équipe de Suède.
- 12 octobre : à Montevideo, l'équipe d'Argentine s'impose 3-1 sur l'équipe du Brésil.
- 17 octobre : à Kristiana, le FK Orn Horten remporte la Coupe de Norvège en s'imposant 1-0 en finale face au Frigg Kristiana devant 14 000 spectateurs.
- 23 octobre : à Sunderland, l'équipe d'Angleterre s'impose 2-0 face à l'équipe d'Irlande du Nord.
- 24 octobre : à Berlin, l'équipe d'Allemagne s'impose 1-0 face à l'équipe de Hongrie.

## Novembre
- 7 novembre : à Copenhague, le BK 1903 Copenhague remporte la coupe du Danemark en s'imposant 3-2 en finale face au BK 1893 Copenhague.
- 7 novembre : à Budapest, l'équipe d'Autriche s'impose 2-1 face à l'équipe de Hongrie.
- 20 novembre : fondation du club espagnol d'Osasuna Pampelune.
- le Club Nacional de Football est champion d'Uruguay.

## Décembre
- 19 décembre : le CR Flamengo est champion de l'État de Rio.
- 19 décembre : Palestra Italia est champion de l'État de Sao Paulo.
- 19 décembre : Boca Juniors est champion d'Argentine.

## Naissances
Plus d'informations : Liste d'acteurs du football nés en 1920.
- 9 janvier : Stefan Żywotko, entraîneur polonais.
- 15 janvier : Anton Malatinský, footballeur tchécoslovaque.
- 31 janvier : Bert Williams, footballeur anglais.
- 6 février : Roger Rocher, dirigeant de club français.
- 22 janvier : Sir Alf Ramsey, entraîneur anglais.
- 5 mars : Gaby Robert, entraîneur français.
- 30 mars : Jacques Ferran, journaliste français.
- 14 avril : Schubert Gambetta, footballeur uruguayen.
- 14 mai : Knud Lundberg, footballeur danois.
- 2 juin : Gino Cappello, footballeur italien.
- 9 juin : Paul Mebus, footballeur allemand.
- 10 juin : Guy Crescent, dirigeant de club français.
- 26 juin : Ernst Melchior, footballeur autrichien.
- 2 octobre : Ștefan Kovács, entraîneur roumain.
- 31 octobre : Gunnar Gren, footballeur suédois.
- 31 octobre : Fritz Walter, footballeur allemand.
- 7 novembre : Ignacio Eizaguirre, footballeur espagnol.
- 18 novembre : Konstantin Beskov, footballeur soviétique.
- 27 novembre : Abe Lenstra, footballeur néerlandais.
- 3 décembre : René Alpsteg, footballeur français.